# DBU's Landspokalturnering for herrer 1959-60
DBUs Landspokalturnering for herrer 1959/1960 var den sjette udgave af DBUs Landspokalturnering for herrer. AGF vandt turneringen for tredje gang, da holdet i pokalfinalen besejrede 2. divisionsholdet Frem Sakskøbing med 2-0. Det var første gang i turneringens historie, at et 2. divisionshold havde nået finalen.
Finalen blev spillet den 15. maj 1960 i Københavns Idrætspark under overværelse af 17.500 tilskuere, hvilket var det hidtil næstlaveste antal tilskuere ved en pokalfinale. AGF vandt kampen 2-0 på mål af Leif Nielsen (49. minut) og John Amdisen (80. minut). Frem Sakskøbings Vagn Hansen blev valgt som finalens pokalfighter.
Opsigtsvækkende var det, at der måtte to omkampe til at afgøre semifinalen mellem AGF og B 1909. Den egentlige semifinale i Århus endte 2-2 efter forlænget spilletid, og eftersom turneringsreglementet foreskrev at semifinalerne og finalen ikke kunne afgøres ved straffesparkskonkurrence, måtte holdene ud i en omkamp i Odense. Denne kamp endte ligeledes uafgjort – 1-1 efter forlænget spilletid – og så måtte man ty til en tredje kamp i Århus, hvor det langt om længe lykkedes at opnå en afgørelse. AGF vandt kampen med 2-0 og kvalificerede sig dermed til finalen for fjerde gang i turneringens historie.
Den anden semifinale var et lokalopgør mellem de to 2. divisionsklubber Frem Sakskøbing og B 1901 fra Nykøbing Falster, og også her kneb det med at finde en finalist. Kampen i Sakskøbing endte 1-1 efter forlænget spilletid, og dermed måtte også denne semifinale spilles om. Omkampen i Nykøbing Falster blev vundet af udeholdet med 2-0.

## Kampe og resultater

### 1. runde
Første runde havde deltagelse af 56 hold fra 3. division og de lavere rækker. Holdene fordelte sig således mellem rækkerne i sæsonen 1959:
| 1. division                                          | 2. division                                          | 3. division | Kval.turn.                                                             | Lokale serier | Lokale serier | Lavere rækker                                                                      | Lavere rækker                                                             |
| ---------------------------------------------------- | ---------------------------------------------------- | --- | ---------------------------------------------------------------------- | --- | --- | ---------------------------------------------------------------------------------- | ------------------------------------------------------------------------- |
| De 12 hold trådte først ind i turneringen i 3. runde | De 12 hold trådte først ind i turneringen i 2. runde | BK Rødovre Frem Sakskøbing Roskilde B 1906 Odense KFUM HIK Aalborg Chang Vanløse IF Hjørring IF B 1921 Helsingør IF Brande IF Nakskov BK | Viborg FF Lendemark BK FB Svendborg BK B 1908 Haderslev FK Horbelev BK | Kastrup BK Nexø BK Skive IK Lyngby BK Sundby BK Vejgaard BSK Silkeborg IF Rødby fB Aalborg Freja Kolding IF Slagelse B&I IK Skovbakken | Fredericia BK Skjold Birkerød BK Marienlyst Frederiksborg IF Assens GI Herning Fremad Grindsted GIF Kalundborg GB Viby IF Ringsted IF Kerteminde BK | Bindslev IF Dalum IF Eskilstrup BK Hedehusene IK BK Hekla Holbæk B&I Nordenskov IF | Ranum IF Ryvang FC BK Skjold Søndersø BK Thisted IK Tommerup BK Tårnby BK |

#### Kampe
| Dato  | Kamp                            | Res.   |
| ----- | ------------------------------- | ------ |
| ?     | Assens GI − Odense KFUM         | 0-1    |
| 15.8. | B 1921 − Helsingør IF           | 0-4    |
| ?     | Bindslev IF − Silkeborg IF      | 1-5    |
| ?     | Brande IF − Vejgaard BSK        | 2-0    |
| ?     | Eskilstrup BK − Lendemark BK    | 1-7    |
| ?     | FB − BK Skjold                  | 0ii7-6 |
| ?     | Fredericia BK − BK Marienlyst   | 6-1    |
| ?     | Frederiksborg IF − Sundby BK    | 3-2    |
| ?     | Frem Sakskøbing − Slagelse B&I  | 6-3    |
| ?     | Hedehusene IK − Roskilde B 1906 | 0ii1-4 |
| ?     | HIK − Tårnby BK                 | 3-0    |
| ?     | Hjørring IF − Grindsted GIF     | 6-1    |
| ?     | Holbæk B&I − Lyngby BK          | 0ii1-0 |
| ?     | Horbelev BK − BK Hekla          | 5-4    |

| Dato | Kamp                           | Res.   |
| ---- | ------------------------------ | ------ |
| ?    | Kalundborg GB − Thisted IK     | 3-0    |
| ?    | Kastrup BK − Skjold Birkerød   | 5-2    |
| ?    | Kerteminde BK − Kolding IF     | 1-3    |
| ?    | Nakskov BK − Rødby fB          | 4-1    |
| ?    | Nordenskov IF − Dalum IF       | 1-3    |
| ?    | Ringsted IF − Ryvang FC        | 0-1    |
| ?    | BK Rødovre − B 1908            | 5-2    |
| ?    | Skive IK − IK Skovbakken       | 2-4    |
| ?    | Svendborg BK − Haderslev FK    | 2-4    |
| ?    | Vanløse IF − Nexø BK           | 5-1    |
| ?    | Viborg FF − Tommerup BK        | 8-0    |
| ?    | Viby IF − Ranum IF             | 1-2    |
| ?    | Aalborg Chang − Herning Fremad | 0ii5-4 |
| ?    | Aalborg Freja − Søndersø BK    | 8-1    |

### 2. runde

#### Hold
I anden runde deltog 40 hold fordelt på:
- 28 vindere fra 1. runde
- 12 hold fra 2. division 1959, som først trådte ind i turneringen i denne runde.

Holdene fordelte sig således mellem rækkerne i sæsonen 1959:
| 1. division                                          | 2. division | 3. division | Kval.turn.                                         | Lokale serier | Lavere rækker                          |
| ---------------------------------------------------- | --- | --- | -------------------------------------------------- | --- | -------------------------------------- |
| De 12 hold trådte først ind i turneringen i 3. runde | B 1913 Frederikshavn fI Næstved IF Brønshøj BK Randers Freja B 1901 AaB AIA Ikast FS KFUM Horsens fS Fremad Amager | BK Rødovre Frem Sakskøbing Roskilde B 1906 Odense KFUM HIK Vanløse IF Hjørring IF Helsingør IF Brande IF Nakskov BK | Viborg FF Lendemark BK FB Haderslev FK Horbelev BK | Kastrup BK Silkeborg IF Aalborg Freja Kolding IF IK Skovbakken Fredericia BK Frederiksborg IF Herning Fremad Kalundborg GB | Dalum IF Ranum IF Holbæk B&I Ryvang FC |

#### Kampe
| Dato  | Kamp                           | Res.   |
| ----- | ------------------------------ | ------ |
| ?     | B 1901 − Ranum IF              | 2-1    |
| ?     | Dalum IF − IK Skovbakken       | 0ii5-3 |
| ?     | Fredericia BK − Horbelev BK    | 1-2    |
| 20.9. | Frederikshavn fI − Brønshøj BK | 1-3    |
| ?     | Frem Sakskøbing − KFUM         | 0ii7-5 |
| ?     | Haderslev FK − Holbæk B&I      | 2-1    |
| 20.9. | Helsingør IF − B 1913          | 3-2    |
| ?     | HIK − Frederiksborg IF         | 2-1    |
| ?     | Hjørring IF − Randers Freja    | 1-0    |
| ?     | Kalundborg GB − Aalborg Freja  | 3-1    |

| Dato | Kamp                         | Res.   |
| ---- | ---------------------------- | ------ |
| ?    | Kolding IF − Herning Fremad  | 0ii5-3 |
| ?    | Lendemark BK − AIA           | 1-2    |
| ?    | Nakskov BK − Horsens fS      | 0ii5-4 |
| ?    | Næstved IF − Viborg FF       | 0ii4-2 |
| ?    | Odense KFUM − Kastrup BK     | 8-1    |
| ?    | Roskilde B 1906 − Vanløse IF | 2-3    |
| ?    | Ryvang FC − Fremad Amager    | 1-2    |
| ?    | BK Rødovre − Brande IF       | 6-2    |
| ?    | Silkeborg IF − FB            | 3-2    |
| ?    | AaB − Ikast FS               | 1-3    |

### 3. runde

#### Hold
I tedje runde deltog 32 hold fordelt på:
- 20 vindere fra 2. runde
- 12 hold fra 1. division 1959, som først trådte ind i turneringen i denne runde.

Holdene fordelte sig således mellem rækkerne i sæsonen 1959:
| 1. division                                                                       | 2. division                                              | 3. division                                                                               | Kval.turn.               | Lokale serier                         | Lavere rækker |
| --------------------------------------------------------------------------------- | -------------------------------------------------------- | ----------------------------------------------------------------------------------------- | ------------------------ | ------------------------------------- | ------------- |
| B 1909 KB Vejle BK OB AGF Esbjerg fB AB BK Frem Skovshoved IF B 1903 Køge BK B.93 | Næstved IF Brønshøj BK B 1901 AIA Ikast FS Fremad Amager | BK Rødovre Frem Sakskøbing Odense KFUM HIK Vanløse IF Hjørring IF Helsingør IF Nakskov BK | Haderslev FK Horbelev BK | Silkeborg IF Kolding IF Kalundborg GB | Dalum IF      |

#### Kampe
| Dato   | Kamp                           | Res.   |
| ------ | ------------------------------ | ------ |
| ?      | AIA − AGF                      | 0ii2-3 |
| ?      | B 1901 − Næstved IF            | 5-1    |
| ?      | B 1909 − Fremad Amager         | 7-0    |
| ?      | Brønshøj BK − Vejle BK         | 0ii3-4 |
| 18.10. | Dalum IF − Helsingør IF        | 1-0    |
| ?      | Esbjerg fB − B 1903            | 2-0    |
| ?      | Haderslev FK − Frem Sakskøbing | 0ii5-7 |
| ?      | Hjørring IF − Vanløse IF       | 3-1    |

| Dato | Kamp                      | Res.   |
| ---- | ------------------------- | ------ |
| ?    | Horbelev BK − B.93        | 0ii1-5 |
| ?    | Ikast FS − HIK            | 0ii5-4 |
| ?    | Kolding IF − Silkeborg IF | 5-1    |
| ?    | Køge BK − Kalundborg GB   | 2-1    |
| ?    | Nakskov BK − Odense KFUM  | 1-2    |
| ?    | OB − KB                   | 4-2    |
| ?    | BK Rødovre − BK Frem      | 2-4    |
| ?    | Skovshoved IF − AB        | 2-1    |

### 4. runde

#### Hold
Fjerde runde (ottendedelsfinalerne) havde deltagelse af de seksten vinderhold fra tredje runde. Holdene fordelte sig således mellem rækkerne i sæsonen 1959:
| 1. division                                                          | 2. division     | 3. division                             | Kval.turn. | Lokale serier | Lavere rækker |
| -------------------------------------------------------------------- | --------------- | --------------------------------------- | ---------- | ------------- | ------------- |
| B 1909 Vejle BK OB AGF Esbjerg fB BK Frem Skovshoved IF Køge BK B.93 | B 1901 Ikast FS | Frem Sakskøbing Odense KFUM Hjørring IF | Ingen      | Kolding IF    | Dalum IF      |

#### Kampe
| Kamp                 | Res. |
| -------------------- | ---- |
| AGF − Dalum IF       | 6-1  |
| B.93 − Kolding IF    | 4-2  |
| B 1901 − Hjørring IF | 2-0  |
| B 1909 − Ikast FS    | 9-2  |

| Kamp                            | Res.   |
| ------------------------------- | ------ |
| Esbjerg fB − OB                 | 1-0    |
| BK Frem − Odense KFUM           | 0ii7-6 |
| Skovshoved IF − Frem Sakskøbing | 0-1    |
| Vejle BK − Køge BK              | 2-0    |

### Kvartfinaler

#### Hold
Kvartfinalerne havde deltagelse af de otte vinderhold fra fjerde runde. Holdene fordelte sig således mellem rækkerne i sæsonen 1960:
| 1. division                            | 2. division                 | 3. division | Kval.turn. |
| -------------------------------------- | --------------------------- | ----------- | ---------- |
| AGF Vejle BK Esbjerg fB B 1909 BK Frem | B.93 B 1901 Frem Sakskøbing | Ingen       | Ingen      |

#### Kampe
| Kamp           | Res.   |
| -------------- | ------ |
| AGF − Vejle BK | 2-1    |
| B.93 − B 1901  | 0ii5-7 |

| Kamp                         | Res. |
| ---------------------------- | ---- |
| BK Frem − B 1909             | 2-3  |
| Frem Sakskøbing − Esbjerg fB | 3-1  |

### Semifinaler
Semifinalerne havde deltagelse af de fire vinderhold fra kvartfinalerne. Begge semifinaler endte uafgjort efter forlænget spilletid, og eftersom turneringsreglementet foreskrev at semifinalerne og finalen ikke kunne afgøres ved straffesparkskonkurrence, måtte de begge spilles om. I de to omkampe lykkedes det at finde en afgørelse i lokalopgøret mellem de to 2. divisionsklubber Frem Sakskøbing og B 1901. Men omkampen mellem AGF og B 1909 endte igen uafgjort, og dermed måtte de to hold ud i en 3. semifinale, hvor der endelig blev fundet en finalist.
| Kamp         | Res.   |
| ------------ | ------ |
| AGF − B 1909 | 0ii2-2 |
| B 1909 − AGF | 0ii1-1 |
| AGF − B 1909 | 2-0    |

| Kamp                     | Res.   |
| ------------------------ | ------ |
| Frem Sakskøbing − B 1901 | 0ii1-1 |
| B 1901 − Frem Sakskøbing | 0-2    |

### Finale
Finalen mellem de to vindere af semifinalerne blev spillet den 15. maj 1960 i Københavns Idrætspark under overværelse af 17.500 tilskuere. AGF vandt kampen 2-0 på mål af Leif Nielsen (49. minut) og John Amdisen (80. minut). Frem Sakskøbings Vagn Hansen blev valgt som finalens pokalfighter.
| Dato  | Kamp                  | Res. |
| ----- | --------------------- | ---- |
| 15.5. | AGF − Frem Sakskøbing | 2-0  |